# Sinovac Biotech
Sinovac Biotech Ltd. (tiếng Trung: 北京科兴生物制品有限公司, NASDAQ: SVA) là một công ty dược phẩm sinh học Trung Quốc tập trung vào nghiên cứu, phát triển, sản xuất và thương mại hoá vaccine chống lại các bệnh truyền nhiễm trên con người. Công ty có trụ sở tại Hải Điến, Bắc Kinh. Công ty được niêm yết trên NASDAQ nhưng sau này bị dừng giao dịch từ tháng 02 năm 2019 vì có tham gia trận chiến proxy.